# Ulricehamns kyrka
Ulricehamns kyrka är en kyrkobyggnad som ligger centralt i Ulricehamn intill sjön Åsunden. Den tillhör Ulricehamns församling i Skara stift.

## Kyrkobyggnaden
Den ursprungliga kyrkan uppfördes av gråsten på 1300- eller 1400-talet — en tid då få kyrkor byggdes i stiftet. Den hade ett rakt avslutat kor och kyrkorummet saknade valv. År 1637 vidgades fönstren vid södra väggen och 1660 tillkom ett vapenhus vid södra sidan, vilket dock senare revs vid okänd tidpunkt. År 1684 byggdes kyrkan ut åt öster och ett nytt stort rakt avslutat kor tillkom. Samtidigt togs tre fönster upp vid norra väggen och en ingång byggdes vid västra kortväggen. Kyrkorummet fick valv, som 1688 dekorerades med figurmålningar av konstnären Anders Falk och 1715 tillkom ett gravkor vid södra sidan. Det lanterninprydda tornet byggdes 1758 då även kyrkan förlängdes åt väster. Sakristian vid norra sidan tillkom 1791. En stor förändring tillkom 2002 då samlingsutrymmen byggdes på ömse sidor av tornet.
Interiören är hållen i barockstil med ett brädvalvet bemålat med himlaskyar och scener ur bibliska historien år 1688 av Anders Falck, vilka kompletterades 1761 av Sven Wickström. Västläktaren har marmoreringar och målningar från 1713. Därtill finns målade draperingar kring fönstren harmonierande inredning som tillkom vid restaureringen 1937.  
Kyrkogården som omger kyrkan är parkliknande och uppvisar flera exempel på gravkonst från 1700- och 1800-talen.

## Inventarier
- Predikstolen och altaruppsatsen i barockstil med rikt skulpterat bladverk är utförda 1717 av rådmannen Hans Christoffer Datan.
- Kalk och oblatdosa av drivet silver från 1700-talets mitt.
- Korfönstren försågs 1927 med glasmålningar utförda av Yngve Lundström.
- Den stora ljuskronan är daterad till 1687 medan den lilla ljuskronan i mittgången är tillverkad 1627 i Belgien. Den mellanstora ljuskronan är yngst och daterad till 1759.

### Klockor
- I tornet hänger tre kyrkklockor som tillkom så sent som 1929 och ersatte tre äldre klockor. Den tidigare mellanklockan, som är av en senmedeltida normaltyp utan inskrifter, hänger i stadsparken.[1] Den andra klockan såldes till Böne kyrka och den tredje klockan flyttades till Vists kyrka.

### Orgel
På orgelläktaren i väster har fasaden från 1740 års orgel bevarats inklusive ljudande pipor från första manualens Principal 8'. Den byggdes av Olof Hedlund. 
Den nuvarande orgeln byggdes år 2019 av Tostareds Kyrkorgelfabrik. Den har mekanisk traktur och elektrisk registratur med 20.000 fria kombinationer.
| Man I. Huvudverk    | Man II. Svällverk | Pedal          | Koppel   |
| ------------------- | ----------------- | -------------- | -------- |
| Borduna 16'         | Basetthorn 8'     | Principal 16'  | II/I     |
| Principal 8'        | Rörflöjt 8'       | Subbas 16'     | II/P     |
| Flûte harmonique 8' | Salicional 8'     | Kvinta 10 2/3' | I/P      |
| Gedackt 8'          | Voix céleste 8'   | Oktava 8'      | II 16'/I |
| Gamba 8'            | Principal 4'      | Borduna 8'     | II 4'/I  |
| Oktava 4'           | Täckflöjt 4'      | Oktava 4'      |          |
| Spetsflöjt 4'       | Nasard 2 2/3'     | Basun 16'      |          |
| Kvinta 2 2/3'       | Waldflöjt 2'      |                |          |
| Oktava 2'           | Ters 1 3/5'       |                |          |
| Ters 1 3/5'         | Scharf 2 chor     |                |          |
| Mixtur 3 chor       | Corno 8'          |                |          |
| Trumpet 8'          | Oboe 8'           |                |          |
|                     | Tremolo           |                |          |

## Bilder

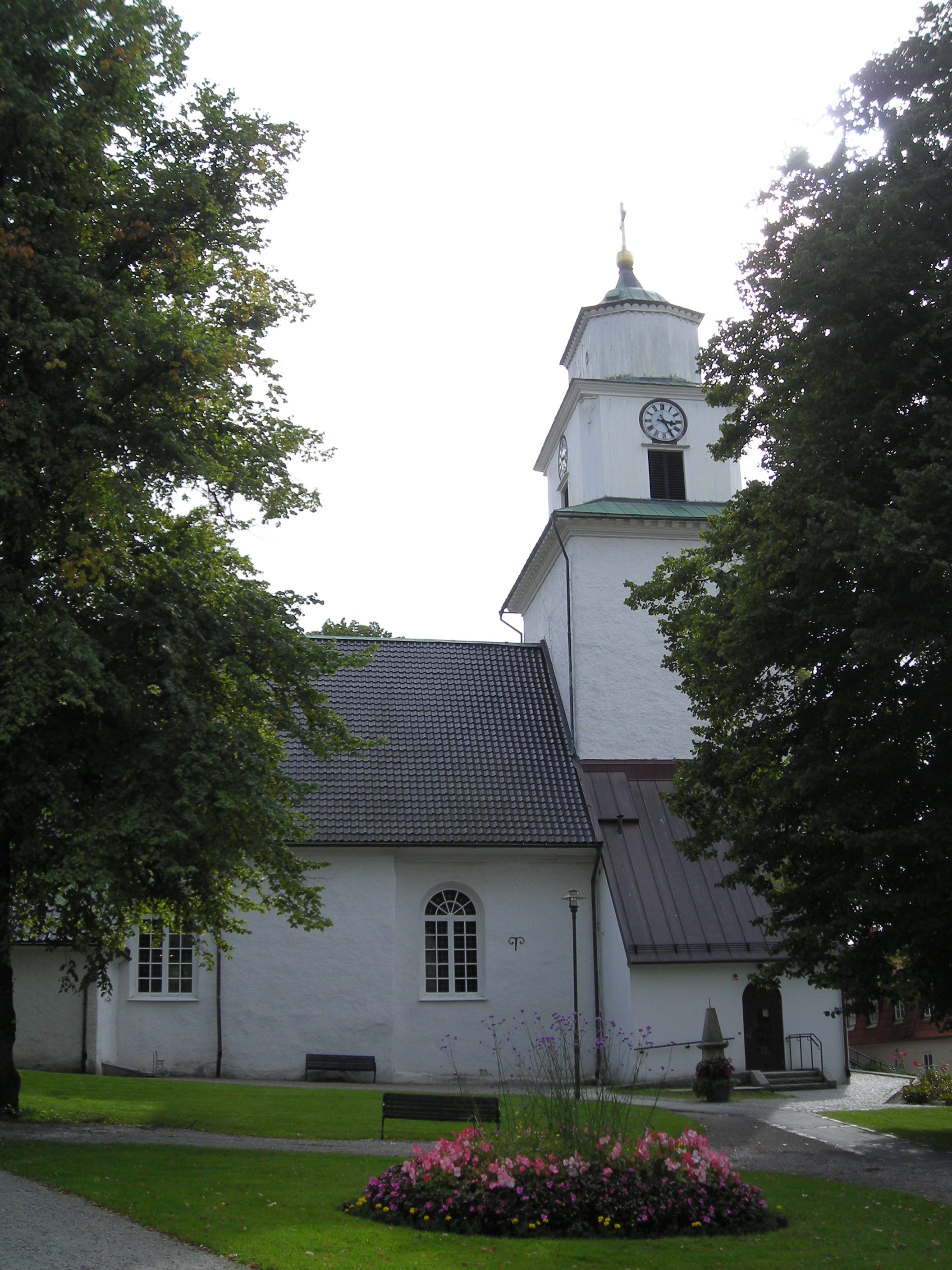
Ulricehamns kyrka 2010
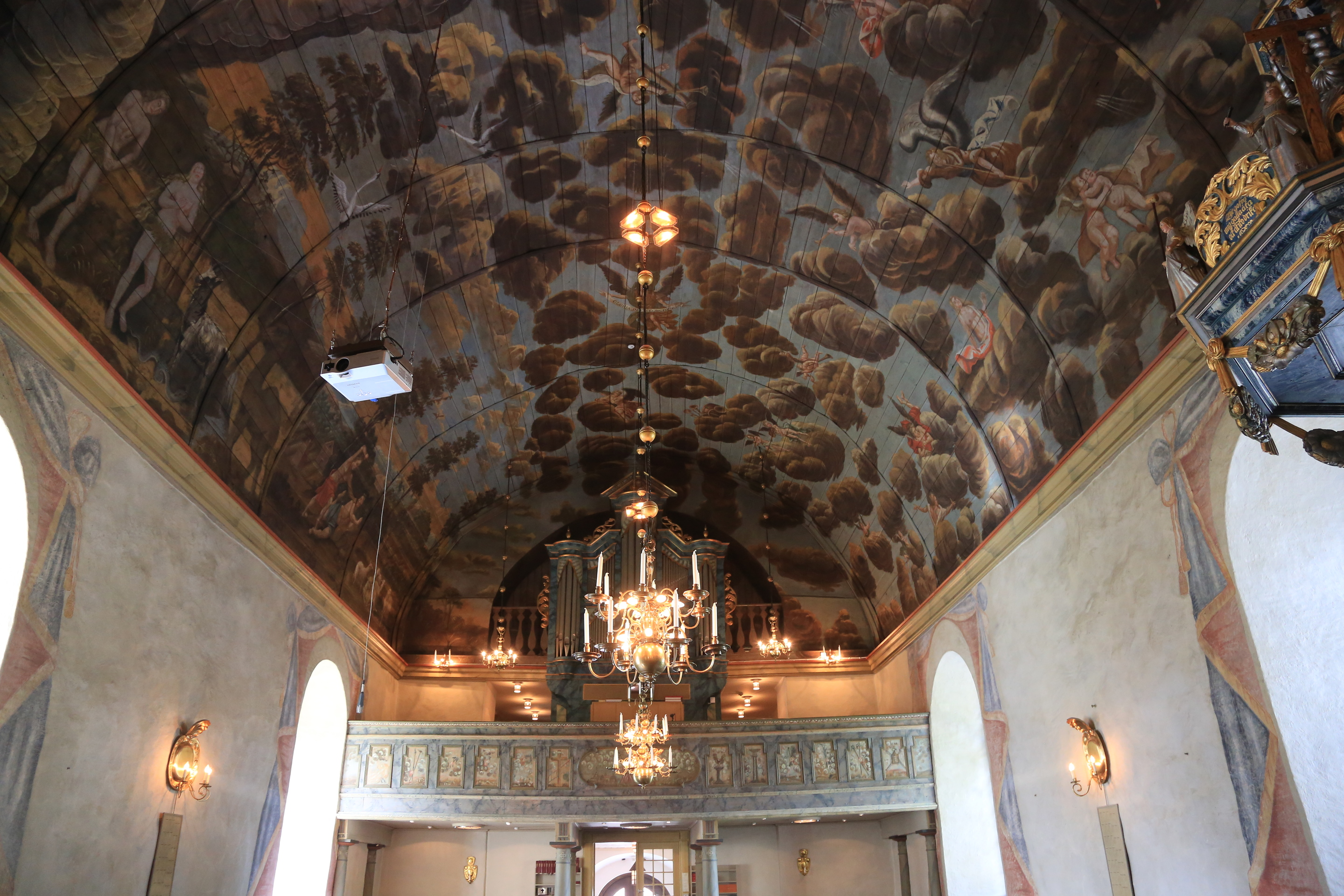
Det målade taket från 1688
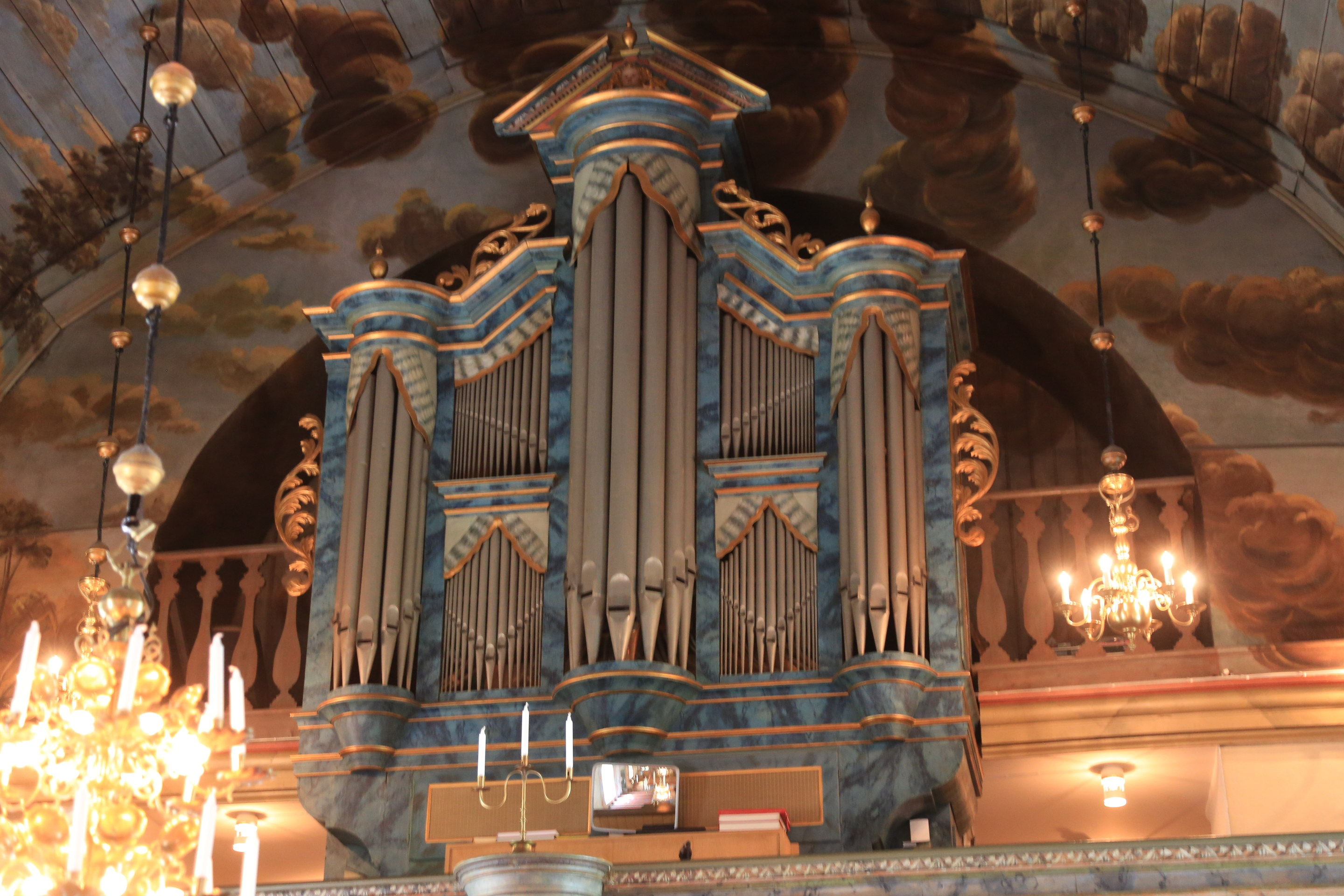
Orgelfasaden från 1740-talet
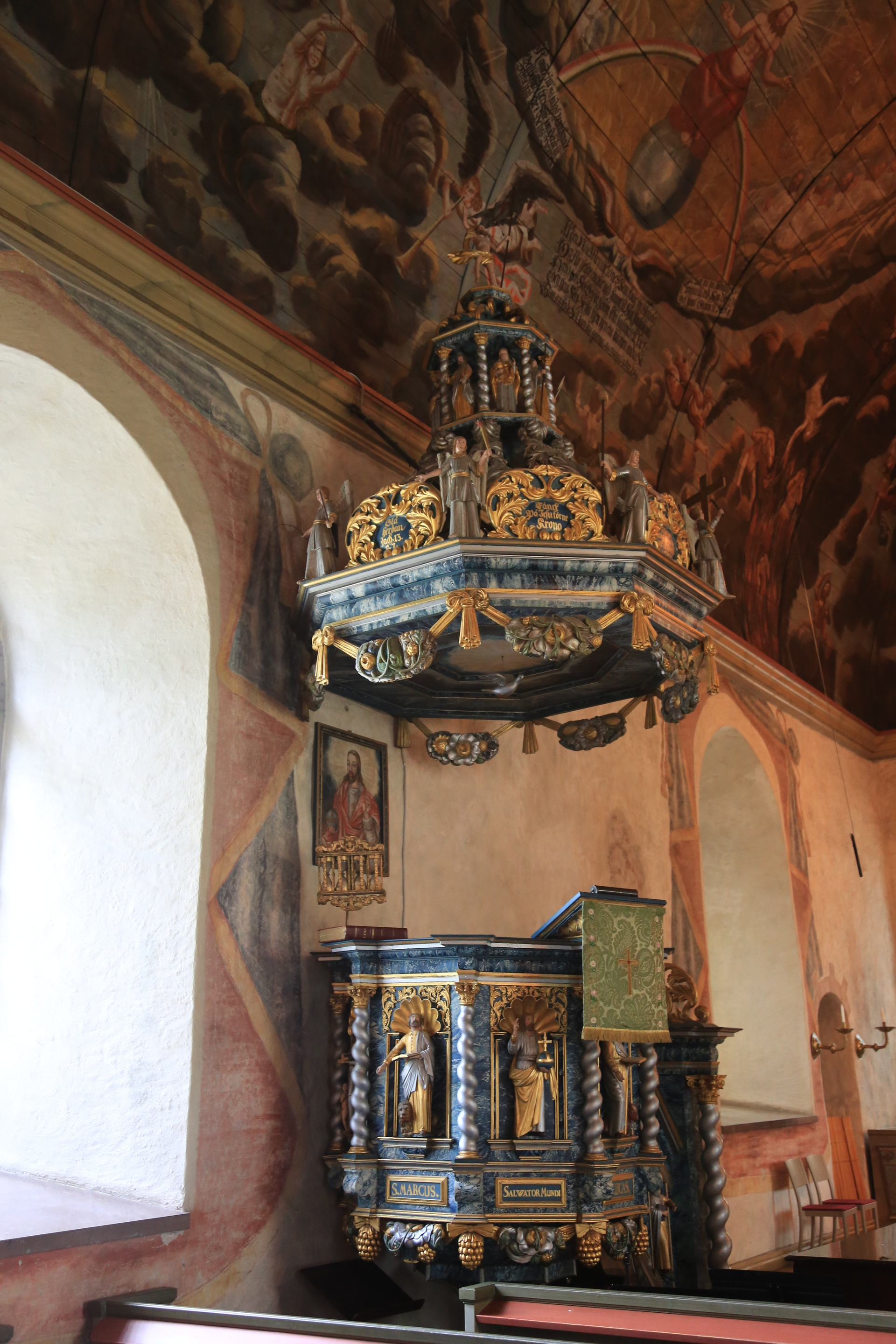
Predikstolen från 1717 i barockstil
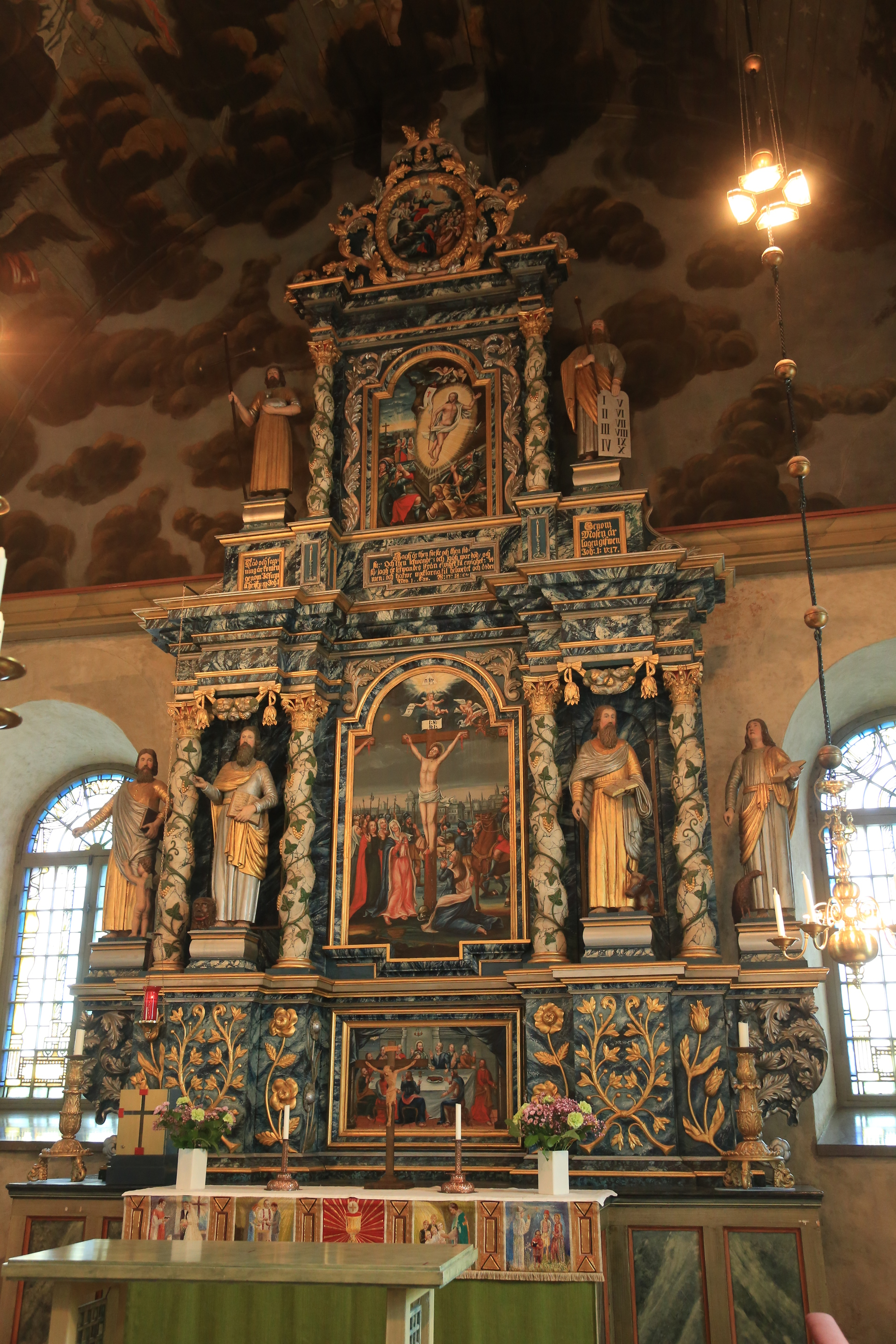
Altaruppsatsen från 1717 i barockstil